# Heiko Bischoff
Heiko Bischoff ist ein deutscher Basketballtrainer.

## Laufbahn
Bischoff war Mitte der 1990er Jahre Trainer des Männer-Zweitligisten Wolfenbüttel Baskets.
2002 stiegen die Männer der Basketball-Gemeinschaft Eintracht/USC Braunschweig unter Bischoff als Trainer in die 2. Regionalliga auf. Später betreute er die Mannschaft wieder in der Oberliga.
Im Herbst 2005 übernahm er das Traineramt beim Damen-Bundesligisten BC Wolfenbüttel, stieg mit den Niedersächsinnen aber im Frühjahr 2006 aus der höchsten deutschen Spielklasse ab. Er blieb im Amt und führte Wolfenbüttel in der Saison 2007/08 in die Bundesliga zurück, nachdem man das Zweitligafinale gegen Opladen verloren, aber vom Aufstiegsverzicht der Siegerinnen profitiert hatte. Zu Beginn der Erstligasaison 2008/09 musste Bischoff mit den Wolfenbüttelerinnen dreimal in Folge auswärts antreten. Alle drei Partien endeten in Niederlagen, Bischoff wurde daraufhin im Oktober 2008 seines Amtes enthoben.
Bischoff, der an der Technischen Universität Braunschweig studierte, wurde beruflich für ein Unternehmen im Bereich Personal- und Organisationswesen sowie später in Hannover für ein Unternehmen für Personalvermittlung tätig.